# Gouffre du Souffle du Dragon
Drachenhauchloch
Le Gouffre du Souffle du Dragon ou Drachenhauchloch (en allemand, drachen=dragon, hauch=souffle, loch=trou) est, en géomorphologie, un aven de Namibie contenant également un lac souterrain. Il est à différencier d'une grotte, dont l’entrée se trouve sur une paroi et non sur le sol comme ici. Découvert en 1986 par l'entomologiste Irish John, son nom local est en allemand, la Namibie étant elle-même une ancienne colonie allemande.

## Caractéristiques

### Situation
Le Drachenhauchloch est situé dans le Nord de la Namibie, dans le bassin du Kalahari, à 46 km à l'ouest de la ville de Grootfontein, près de la ferme de Harasib. Cette région désertique est en fait probablement constituée d'un réseau de grottes et de nappes phréatiques dont ce gouffre n'est qu'un témoin. Dans la région de l'Otjozondjupa, à la frontière avec la région de l'Oshikoto, le trou ne fait pas partie du désert du Kalahari. Il se situe dans la réserve naturelle d’Etosha park, dont une partie seulement est comprise dans la région de l'Otjozondjupa].
Le fait que le Drachenhauchloch soit isolé est l'une des raisons pour lesquelles il ne fut découvert que tardivement (1986), mais le site n'en est pas moins exceptionnel, et cet isolement renforce même son charme.

### Dimensions
Le gouffre est en effet unique, non pas par sa profondeur (atteignant néanmoins les 66 m) ni par sa largeur (très impressionnante), mais par son lac souterrain. Ce dernier s'est probablement formé par le ruissellement des eaux. Cette réserve d'eau est considérée comme le plus grand lac souterrain non-subglaciaire connu au monde. Elle est pourtant à différencier d'une nappe phréatique, qui semble n'être que l'origine de sa formation. Sa superficie est de 2,61 hectares, équivalente à peu près à celle d'une centaine de terrains de tennis. Sa profondeur, encore incertaine et sous-estimée, est de 105 m en juin 2011. Au cours d'une plongée en 2019 avec l'aide d'un mini sous-marin appelé Sunfish la profondeur de 264 m a pu être atteinte,.

## Formation géologique
Le Drachenhauchloch est appelé gouffre. Il est de formation calcaire et était sans doute à l'origine une nappe phréatique comme il en existe de nombreuses dans le désert et le bassin du Kalahari. Il y a longtemps l'eau de pluie a ruisselé, puis s'est infiltrée dans les failles calcaires du sol, réapprovisionnant la nappe. Mais cette eau accumulée dans la cavité a rongé ses parois et l'a agrandi par érosion. Et ainsi, cette énorme cavité a fragilisé progressivement sa propre toiture jusqu'au jour où celle-ci s’est effondrée : c'est ce que l'on appelle une formation karstique. C'est pourquoi il aurait été sans doute plus approprié géomorphologiquement de nommer ce trou « aven ». En effet, un aven est généralement formé par effondrement du sol, comme ici.
Seulement, l'emploi du terme « gouffre » est plus valorisant d'un point de vue touristique, de par l'effet qu'il produit. Un gouffre est large et impressionnant, mystérieux et angoissant, ce qui finalement convient mieux à ce trou unique.

## Biodiversité
Le fait que le site soit peu accessible (verticalité des parois) l'a rendu exceptionnel, surtout en ce qui concerne le lac. L'obscurité totale et permanente à l'intérieur a également favorisé une évolution propre de la faune. Enfin, le lac n'a aucun contact avec l'extérieur (si ce ne sont les débris tombant dans le gouffre) et dispose ainsi d'un biotope et d'une biocénose unique et autonome sur le plan de leurs interactions (reproduction, chaîne alimentaire…).
On peut donc y trouver des animaux caractéristiques des grottes et autres cavités sombres tels que les chauves-souris.
Contrairement à ce qui est souvent avancé, l'espèce de poissons Clarias cavernicola ne se rencontre pas dans ce gouffre mais dans la grotte Aigamas qui, toutefois, se situe à proximité de ce site.

## Mythes et légendes
Le Drachenhauchloch a animé de nombreux mythes notamment sur le lac, réserve d'eau paraissant inépuisable. On retrouve en effet quelques pierres gravées proches du gouffre, dont les auteurs sont probablement des bochimans, qui y ont aussi peut-être trouvé refuge. Ces pierres ont favorisé les fantasmes sur ce gouffre ésotérique mais n'ont pas forcément de rapport avec cet aven.
Les populations autochtones ont pourtant bien imaginé quelques mythes à propos de cet impressionnant précipice. On citera notamment le mythe du fleuve caché, un fleuve souterrain qui passerait sous l'Afrique australe. Ce cours d'eau prendrait sa source par-delà le lac Tanganyika. Il traverserait le continent pour enfin se jeter dans l'océan Atlantique.
L'existence d'un tel fleuve n'a encore jamais été démontrée et semble plus relever du mythe que de la réalité. En effet, même si la totalité du lac n'a pas été explorée, notamment ses profondeurs, celui-ci ne semble pas avoir d'issue comme le suggère la mythologie. Cela explique également que sa faune soit unique.
D'autres mythes ont été inventés par les peuples colonisateurs. Ainsi, le nom de Gouffre du « Souffle du Dragon » vient du fait qu'à l'entrée de ce précipice, un vent humide venant des abysses remonte à la surface, faisant penser à la respiration d'un dragon.
Le gouffre paraît si mystérieux qu'il a engendré plusieurs mythes. Mais la frontière entre le mythe et la réalité est-elle vraiment établie ? Car s'il est vrai que l'existence d'un fleuve souterrain ou d'un dragon endormi est fictive, le lac reste néanmoins onirique et sa faune fantastique.